# Monique Adamczak
Monique Adamczak (Kensington, 21 de Janeiro de 1983) é uma tenista profissional australiana. Tornou-se profissional em 1998 e atingiu seu melhor ranking em duplas em 23 de outubro de 2006 quando ocupou a 109º posição e, em 2010, alcançou a 138º posição no ranking de simples da WTA.

## Títulos (28)
| Legenda               |
| Grand Slam (0)        |
| WTA Championships (0) |
| ITF Event (28)        |
| WTA Tour (0)          |

### Simples (8)
| Nº | Data                | Torneio                | Quadra | Adversária da final | Resultado        |
| 1. | 3 de Setembro 2000  | Jaipur, India          | grama  | Manisha Malhotra    | 6-2, 2-6, 6-3    |
| 2. | 3 de Março de 2003  | Warrnambool, Australia | grama  | Lauren Breadmore    | 6-2, 4-6, 6-3    |
| 3. | 17 de Março de 2003 | Yarrawonga, Australia  | grama  | Chan Chin-Wei       | 6-3, 7-6(4)      |
| 4. | 17 de Agosto 2003   | Oulu, Finlândia        | saibro | Alina Jeiy          | 6-3, 6-4         |
| 5. | 14 de Setembro 2008 | Rockhampton, Australia | dura   | Jarmila Gajdosová   | 4-6, 6-2, 7-6(4) |
| 6. | 24 de Maio 2009     | Santos, Brasil         | saibro | Aranza Salut        | 6-2, 6-1         |
| 7. | 25 de Julho 2009    | Kharkiv, Ucrânia       | saibro | Tereza Mrdeza       | 5-7, 6-1, 6-4    |
| 8. | 21 de Março 2010    | Irapuato, México       | dura   | Misaki Doi          | 7-6(5), 2-6, 6-2 |

### Duplas (20)
| Nº  | Data                   | Torneio                            | Parceira                | Quadra | Adversárias da final                          | Resultado        |
| 1.  | 3 de Setembro de 2000  | Jaipur, India                      | Jennifer Schmidt        | grama  | Rushmi Chakravarthi Sai-Jayalakshmy Jayaram   | 6-3, 1-6, 7-5    |
| 2.  | 18 de Março de 2001    | Circuito da Australia, Australia   | Samantha Stosur         | grama  | Debbie Haak Jolanda Mens                      | 6-3, 7-5         |
| 3.  | 3 de Março de 2001     | Circuito da Australia, Australia   | Madita Suer             | grama  | Clarabel Kq Saawan Ning                       | 6-4, 6-4         |
| 4.  | 17 de Março de 2006    | Camberra, Australia                | Christina Horiatopoulos | saibro | Leanne Baker Nicole Kriz                      | 7-6(4), 6-1      |
| 5.  | 24 de Março de 2006    | Melbourne, Australia               | Erica Krauth            | saibro | Yung-Jan Chan Chia-Jung Chuang                | 7-6(4), 1-6, 6-1 |
| 6.  | 23 de Abril de 2006    | Dothan, Alabama, EUA               | Soledad Esperón         | saibro | Edina Gallovits Varvara Lepchenko             | 6-4, 3-6, 4-6    |
| 7.  | 13 de Maio de 2006     | Monzón, Espanha                    | Annette Kolb            | dura   | Olga Brózda Yevheniia Savranska               | 7-5, 6-3         |
| 8.  | 19 de Maio de 2006     | Tenerife, Espanha                  | Annette Kolb            | dura   | Estrella Cabeza Candela Laura Valvaerdu-Zafra | 4-6, 6-4, 6-1    |
| 9.  | 2 de Julho de 2006     | Périgueux, França                  | Marie-Ève Pelletier     | saibro | Nina Bratschikova Lioudmila Skavronskaia      | 6-3, 6-4         |
| 10. | 7 de Outubro de 2006   | San Luis Potosí, México            | Marie-Ève Pelletier     | dura   | Maria-José Argeri Carla Tiene                 | 6-7(2), 6-4, 6-4 |
| 11. | 13 de Maio de 2007     | Indian Harbour Beach, Florida, EUA | Angela Haynes           | saibro | Carly Gullickson Lilia Osterloh               | 6-1, 3-6, 6-4    |
| 12. | 19 de Maio de 2007     | Palm Beach, Florida, EUA           | Aleke Tsoubanos         | saibro | Estefania Craciún Betina Jozami               | 7-5, 2-6, 6-3    |
| 13. | 29 de Junho de 2007    | Istambul, Turquia                  | Tetiana Luzhanska       | dura   | Stanislava Hrozenská Maria kondratieva        | 6-4, 6-4         |
| 14. | 21 de Março de 2008    | Sorrento, Australia                | Melanie South           | dura   | Kai-Chen Chang I-Hsuan Hwang                  | 6-2, 6-4         |
| 15. | 6 de Fevereiro de 2009 | Burnie, Australia                  | Abigail Spears          | dura   | Yi-Fan Xu Yi-Miao Zhou                        | 6-2, 6-4         |
| 16. | 6 de Março de 2009     | Sydney, Australia                  | Lizaan Du Plessis       | dura   | Xinyun Han Chun-Mei Ji                        | 6-3, 7-5         |
| 17. | 11 de Abril de 2009    | Jackson, Mississippi, EUA          | Arina Rodionova         | saibro | Laura Granville Riza Zalameda                 | 6-3, 6-4         |
| 18. | 23 de Maio de 2009     | Santos, Brasil                     | Florencia Molinero      | saibro | María Fernanda Álvarez Terán María Irigoyen   | 1-6, 6-1,[10-7]  |
| 19. | 24 de Julho de 2009    | Kharkiv, Ucrânia                   | Nicole Kriz             | saibro | Kristina Antoniychuk Irina Buryachok          | 6-3, 7-6(4)      |
| 20. | 7 de Fevereiro de 2010 | Rancho Mirage, Califórnia, EUA     | Abigail Spears          | dura   | Lyudmyla Kochenok Nadiya Kichenok             | 6-3, 6-4         |